# Météo consult
Météo consult est un bureau d'études météorologiques privé filiale du Groupe Figaro, qui édite également La Chaîne Météo en France, chaîne de diffusion continue sur la météo et le climat. La société Météo consult dispose dès l'origine de ses propres moyens informatiques pour l'élaboration des prévisions par une équipe de météorologues en utilisant les sorties des modèles de prévision numérique du temps des États-Unis et de Grande-Bretagne.

## Historique
Météo consult a été fondé en 1988 par quatre personnes, Éric Savant-Ros, docteur en physique, Sophie Savant-Ros architecte, Eric Mas météorologue diplômé de Météo-France et Karim Ben Ghanem, diplômé de Télécom ParisTech. En avril 2000, l'entreprise rejoint le Groupe Prosodie (racheté en 2011 par Capgemini). 
En juin 2006, Météo consult acquiert La Chaîne Météo, créée en 1995, pour devenir le seul acteur opérant dans le secteur de la météorologie en Europe à maîtriser l'ensemble des canaux de diffusion de ses informations, téléphone, Internet, SMS,  télécopieur et télévision. Le 1er octobre 2008, la société est rachetée par le groupe Le Figaro.

## Services
Météo consult offre gratuitement sur son site internet et par les autres moyens de communication des bulletins de prévisions quotidiennes et à long terme, par La Chaîne Météo une diffusion de ces bulletins à la télévision et des services de conseil spécialisés en météorologie contre rémunération.

## Dirigeants
- Éric Savant-Ros
- Karim Ben Ghanem
- Éric Mas